# Marko Tejić
Marko Tejić (cyr. Марко Тејић; ur. 4 sierpnia 1995 w Užicach) – serbski koszykarz grający na pozycji silnego skrzydłowego, obecnie zawodnik Lietuvosu Rytas Wilno.
5 lipca 2018 został zawodnikiem AZS-u Koszalin.
30 września 2021 dołączył do litewskiego Lietuvosu Rytas Wilno.

## Osiągnięcia
Stan na 31 października 2021, na podstawie, o ile nie zaznaczono inaczej.
Drużynowe
- Mistrz:
  - Ligi Adriatyckiej (ABA – 2015)
  - II Ligi Adriatyckiej (2021)
  - Serbii (2015)
- Wicemistrz Serbii (2014)
- 3. miejsce w Lidze Adriatyckiej (2014)
- Zdobywca pucharu Serbii (2014, 2015)

Indywidualne
- MVP II Ligi Adriatyckiej (2021)

Reprezentacja
- Mistrz Europy U–20 (2015)
- Brązowy medalista mistrzostw Europy U–20 (2014)
- Uczestnik: 
  - uniwersjady (2017 – 4. miejsce)
  - mistrzostw Europy:
    - U–18 (2013 – 6. miejsce)
    - U–16 (2011 – 9. miejsce)